# Липецький хутір
Липецький хутір — історична місцевість Києва, колишній хутір, що існував біля південної околиці Воскресенської слобідки.

## Історія
Хутір Липецький існував біля південної околиці Воскресенської слобідки. Був у власності Флорівського монастиря. Одна з перших згадок належить до межового документа 1694 року: «…почавши от озера Мокрий кого долиною подле футора чернець Флоровских…». Втім, назва ще не згадана.
Одні з перших згадок назви містяться в генеральному описі Лівобережної України 1765-1769 років — хутір Липицький та «Описі Київського намісництва» 1781 року — хутір Липецкой, де була одна хата «посполитих, власницьких, різночинських і козацьких підпосудків»'. 
В «Описі рік, озер, боліт та гір Київського намісництва» 1785 року, де згадується річка Меленівка, згадано і хутір Липецький: «Мелановка, при слободе Воскресенской вершину имеющая, а впадает ниже хутора Липецкого. Ширина оной — от одного и до трех сажень, глубина — половина аршина».

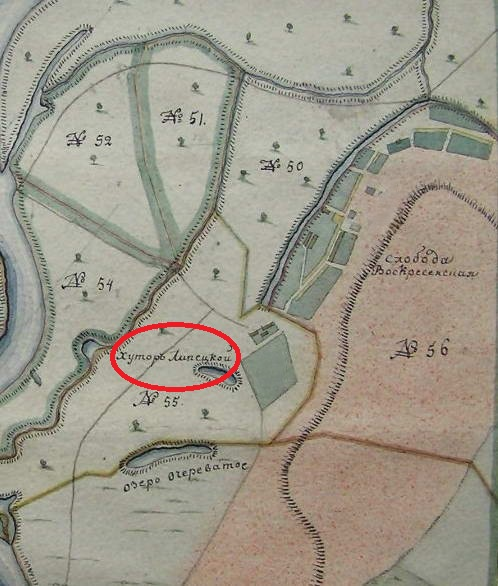
Хутір Липецький на мапі Києва та околиць 1799 року

Хутір під назвою «Липецкой» позначений на мапі Києва та околиць 1799 року. Після секуляризації 1786 року залишився у власності монастиря. Цікаво, що в «Книзі Київського намісництва» 1787 року згадано два хутори «Липецкой» — в одному налічувало 5 жителів, в іншому 27 — в обох «казенные люди». Те, що хутір був у монастирській власності, але в ньому жили казенні селяни, не є суперечністю. Адже секуляризація залишила за монастирями частину майна (хутори, млини. сіножаті), але не людей — усі монастирські селяни стали казенними, тобто державними.
На мапах 1868 та 1897 років добре видно характерний південний окрайок Воскресенської слобідки, не з'єднаний із основною забудовою, — це і був монастирський хутір.
Про цю маєтність Лаврентій Похилевич 1865 року писав: «…сенокос в 70 десятин отведен в Остерском уезде, близ Воскресенской слобода и при нем есть также хутор и ветряная мельница…». Прикметно, що хутір ніяк не названо, отже, у ХІХ столітті назва «Липецький» уже була забута і не вживалася.
Цікаво, що на «Плане левого берега Днепра от устья реки Десны до устья реки Черторыи» землеміра Сноєвського початку ХІХ століття, опублікованого 1912 року істориком Петром Маштаковим, хутір підписаний як Черничин — вочевидь, від слова «черниця». 
1885 року в цьому хуторі коштом священника Ольгинської церкви на Печерську Володимира Сольського для вічного поминання його сина Володимира зведено дерев’яний будинок з мезоніном. Вихованниці монастирського училища проводили там літній час.
У книзі «Исторически-статистическое описаніе Кіево-Флоровскаго женскаго монастыря»' (1894) докладно описано це монастирське володіння: «При с. Воскресенской слободке Черниговской губернии, Остерского уезда. за Днепром хутор, приносящій монастырю доход сеном от 5-ти до 9-ти тысяч пуд. сена. Здесь земли под усадьбою, постройками, скотным двором огородом 3 десятины 1,800 кв. сажень, дубоваго леса 2 десятины 800 кв. сажень, сенокосу с кустарником 54 десятины 1,300 кв. сажень, болота с лиственным кустарником 2 десятины 700 кв. сажень, под песками 12 десятинь 800 кв. сажень, под дорогою 1 десятина 1,200 кв. сажень и озерами 14 десятин 2,000 кв. сажень».
На мапі ділянки Дніпра біля Києва 1914 року підписано садибу Флорівського монастиря південніше слобідки, а озеро Радунка — як Фролівське (Радунка).
У грудні 1917 — на початку 1918 року селяни Воскресенської слобідки вигнали усіх послушниць, які мешкали в хуторі, і захопили садибу та все майно монастиря. З часом, до початку 1930-х рр., колишній хутір повністю зрісся із забудовою слобідки і був знесений упродовж 1980–1984 рр. разом з усім поселенням під час будівництва Райдужного масиву. 
Нині на місці колишнього хутора — південна частина Райдужної вулиці.